# カイマナヒラ

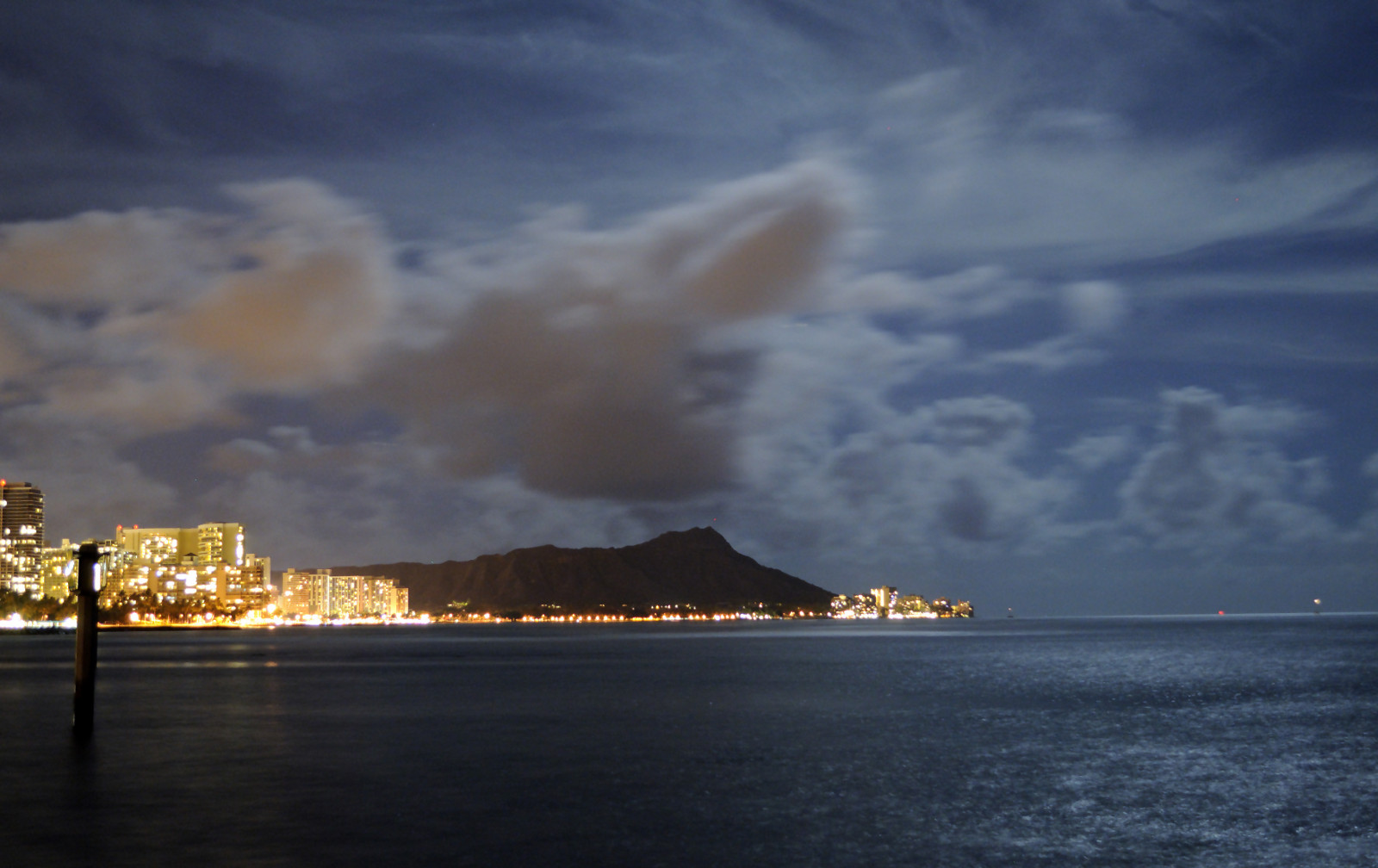
夜のワイキキとそこから間近に見える丘ダイヤモンドヘッド

カイマナヒラ（ハワイ語: Kaimana Hila）は1916年ごろ、教育者・政治家・作曲者のチャールズ・キング（Charles E. King）がアンドリュ・カミングズ（Andrew Cummings）と共に作曲したハワイのダイヤモンドヘッドを歌った歌である。
カイマナヒラとは、ハワイ語のダイヤモンドの意味のカイマナ（Kaimana）と英語の丘を現わすヒル（Hill）とを合成した言葉である。
ハワイを歌った歌としては、この歌は「アロハ・オエ」、「小さな竹の橋で」、「ブルー・ハワイ」などと共に、ハワイというとオアフ島のホノルルにあるワイキキの浜辺を目指し、そこから間近に見える丘ダイヤモンドヘッドを見た日本人に抜群の人気を誇る。
歌詞の出だしは、次の通り。
| Kaimana Hila                                            | カイマナヒラ                                              |
| ------------------------------------------------------- | --------------------------------------------------------- |
| Iwaho makou i ka po nei 'Ike i ka nani Kaimana Hila ... | 我々は外へ夜に出かけたら、 美しいカイマナヒラを見た．．． |